# Jan Adamczyk (ekonomista)
Jan Adamczyk (ur. 24 lutego 1933 w Laskowej, zm. 27 listopada 2021 w Tarnowie) – polski ekonomista, prof. dr hab. inż.

## Życiorys
Obronił pracę doktorską, następnie uzyskał stopień doktora habilitowanego. 18 marca 1999 nadano mu tytuł profesora w zakresie nauk rolniczych. Został zatrudniony na stanowisku profesora zwyczajnego w Katedrze Agrobiznesu i Integracji Gospodarczej na Wydziale Inżynieryjno-Ekonomicznym Wyższej Szkole Inżynieryjno-Ekonomicznej w Ropczycach, w Zakładzie Nauk o Zarządzaniu na Wydziale Prawa i Administracji w Rzeszowie Wyższej Szkole Prawa i Administracji w Przemyślu, oraz w Katedrze Marketingu na Wydziale Zarządzania Politechniki Rzeszowskiej im. Ignacego Łukasiewicza.
Był kierownikiem Katedry Agrobiznesu i Integracji Gospodarczej  Wydziału Inżynieryjno-Ekonomicznego Wyższej Szkoły Inżynieryjno-Ekonomicznej w Ropczycach i Katedry Marketingu Wydziału Zarządzania Politechniki Rzeszowskiej im. Ignacego Łukasiewicza, a także dziekanem na Wydziale Spółdzielczo-Ekonomicznym w Rzeszowie Szkole Głównej Handlowej.
Pochowany na cmentarzu starym w Tarnowie.